# Almanya – Willkommen in Deutschland
Almanya – Willkommen in Deutschland ist ein deutscher Spielfilm aus dem Jahr 2011. Die Tragikomödie thematisiert die Frage der Heimat und Identität türkischer Gastarbeiter in Deutschland über mehrere Generationen hinweg. Das Kinodebüt der Schwestern Yasemin und Nesrin Şamdereli wurde ins Wettbewerbsprogramm der Berlinale 2011 eingeladen, wo es außer Konkurrenz lief. In den deutschen Kinos startete Almanya am 10. März und war mit etwa 1,5 Millionen Besuchern der vierterfolgreichste deutsche Kinofilm 2011. Beim Deutschen Filmpreis 2011 erhielt der Film die Auszeichnung für das beste Drehbuch und den Preis in Silber im Wettbewerb um den besten Film.

## Handlung
Dem sechsjährigen Cenk Yılmaz stellt sich die Frage nach seiner Identität, als er in seiner deutschen Schule weder in die türkische noch in die deutsche Fußballmannschaft gewählt wird. Als Sohn des türkischstämmigen Ali und dessen deutscher Frau Gabi spricht er kein Türkisch. Bei einer Familienfeier verkündet seine Großmutter Fatma die kürzlich erfolgte Einbürgerung in Deutschland, und Großvater Hüseyin erklärt, dass er in seinem Heimatdorf in der Türkei ein Haus gekauft habe, das er als Sommersitz nutzen möchte. Um es zu renovieren, bestimmt er, dass die komplette Familie in den Ferien dorthin fährt.
Parallel zur Rahmenhandlung erzählt die 22-jährige Canan ihrem Cousin Cenk in kurzen Episoden die Geschichte ihres noch jungen Großvaters. Er verliebte sich in Fatma aus dem Nachbardorf, entführte und heiratete sie und kam dann zu Zeiten des Arbeitskräftemangels in den 1960er-Jahren als 1.000.001. Gastarbeiter nach Deutschland. Nach einiger Zeit holte er seine Frau und seine Kinder Veli, Muhamed und Leyla aus seinem Heimatdorf nach Almanya nach. Voller Vorurteile und jeder mit seinen eigenen Träumen und Erwartungen an das fremde Land, hatte die Familie mit zahlreichen Schwierigkeiten zu kämpfen, sich in die unbekannte Sprache, Kultur und Lebensgewohnheiten einzufinden. Schließlich kam mit Ali das vierte Kind zur Welt und komplettierte die junge Familie.
In der Jetztzeit fliegt die Großfamilie in die Türkei und macht sich in einem Kleinbus auf den Weg nach Ostanatolien zu Hüseyins Heimatdorf, um das neu erstandene Haus zu besichtigen. Während der langen Fahrt werden die persönlichen Lebensumstände und Probleme der Familienmitglieder offenbar. Vor kurzem hat Hüseyin die Einladung zu einer offiziellen Dankveranstaltung für Gastarbeiter ins Schloss Bellevue erhalten, wo er in Gegenwart von Bundeskanzlerin Angela Merkel eine Rede halten soll, und überlegt, wie er damit umgehen soll. Fatma möchte eigentlich gar nicht mehr in der Türkei wohnen und missbilligt Hüseyins Hauskauf. Velis Frau will sich scheiden lassen, Leyla raucht aus Anstandsgründen nur heimlich und Muhamed hat seinen Job verloren. Canan hat ohne das Wissen ihrer Mutter Leyla einen britischen Freund und ist zudem von ihm schwanger. Hüseyin errät Canans Schwangerschaft und reagiert verständnisvoll.
Auf der weiteren Fahrt stirbt Hüseyin plötzlich. Da er zuletzt die deutsche Staatsbürgerschaft hatte, verweigern die türkischen Behörden die Beerdigung auf einem islamischen Friedhof. Die Familie bringt seinen Leichnam daher in sein Dorf und beerdigt ihn in heimischer Erde. Cenk sieht dabei seine Verwandten in ihrem jetzigen Alter und zugleich ihr jüngeres Pendant aus der Zeit ihrer Einwanderung in den 1960ern um das Grab versammelt.
Das von Hüseyin erstandene Haus erweist sich als Ruine. Muhamed beschließt, im Dorf zu bleiben und es wieder aufzubauen. Der Rest der Familie kehrt nach Deutschland zurück. Schließlich hält der kleine Cenk vor Bundeskanzlerin Merkel die Rede, die Hüseyin vorbereitet hatte.

## Hintergrund
Almanya ist nach Wer früher stirbt ist länger tot der zweite Kinofilm der 2001 neu formierten Münchner Produktionsfirma Roxy Film. Die Produktionsvorbereitungen dauerten etwa sieben Jahre und verzögerten sich wegen Schwierigkeiten bei der Finanzierung immer wieder. Die Macher hatten mit Vorbehalten gegenüber dem Thema und mit Konkurrenz durch Filme wie Solino (2002) und Kebab Connection (2004) zu kämpfen, die den Markt für interkulturelle Komödien sättigten. Nachdem jahrelang keine Fernsehanstalt bereit war, als Partner ins Projekt einzusteigen, übernahm schließlich Herbert Kloibers Tele München Gruppe zwanzig Prozent des Gesamtbudgets von etwa vier Millionen Euro.
Über die Jahre wurden etwa 50 Drehbuchversionen bearbeitet. Die Autorinnen ließen dabei eigene Erlebnisse und Anekdoten aus dem Bekanntenkreis einfließen. Die Dreharbeiten fanden vom 8. Oktober bis 16. Dezember 2009 in Izmir und Umgebung (Türkei) und anschließend in München und Umgebung statt. In Schloss Schleißheim wurde ein Empfang bei deutschen Würdenträgern gedreht. Im Bahnpark Augsburg und am Bahnhof Augsburg-Oberhausen entstanden mit 100 Statisten die Szenen der Ankunft in Deutschland im Jahr 1964. In München-Freimann an der Autobahn fand sich eine Siedlung, in der das Deutschland der 1960er-Jahre gezeigt werden konnte. Die Alte Kongresshalle der Messe München diente in einer Rückblende als Flughafen. Als filmisches Mittel, um die Hilflosigkeit der Gastarbeiter zu zeigen, sprechen und singen die Deutschen in einigen Rückblenden unverständliches Kauderwelsch.
Darsteller des Cenk ist der 2002 in München geborene Rafael Koussouris. Er ist Deutscher mit griechischen Wurzeln. Sowohl sein Großvater als auch seine Mutter arbeiteten beim Bayerischen Fernsehen. Für Almanya stand er zum ersten Mal vor der Kamera. Er erhielt die Rolle nach einem Casting, von dem seine Eltern über die Schulsekretärin erfahren hatten.

## Veröffentlichung

### Deutschland
Die Premiere im Wettbewerbsprogramm der Berlinale fand am 12. Februar 2011 in Anwesenheit von Bundespräsident Christian Wulff im Berlinale Palast statt. Am 10. März startete der Film in 209 deutschen Kinos, wobei neben der deutschen auch eine türkische Version des Films erschien. Am ersten Wochenende erreichte Almanya mit etwa 130.000 Besuchern als bester Neueinsteiger Platz fünf der Kinocharts. Der Film konnte sich am folgenden Wochenende auf Platz drei verbessern und hielt sich mit inzwischen mehr als 300 Kopien sechs Wochenenden unter den besten fünf der Rangliste. Nach weiteren vier Wochen in den Top Ten waren mehr als eine Million Kinokarten für den Film verkauft. Ab dem Kinostart war der Film 13 Wochenenden ununterbrochen unter den besten zehn der deutschen Kinocharts. In den Arthouse-Kinocharts der in der Arbeitsgemeinschaft Kino – Gilde deutscher Filmkunsttheater vereinigten Betriebe war Almanya im April, Mai und Juni 2011 sechs Wochen lang der Spitzenreiter. Im April 2011 war Almanya mit über 500.000 Zuschauern auf Platz drei der meistgesehenen Filme in den deutschen Kinos. Bis Ende 2011 waren etwa 1,43 Millionen Zuschauer in Deutschland verzeichnet und bis Ende 2013, nachdem weitere Besucher durch Aufführungen im Rahmen der Schulkinowochen hinzukamen, summierte sich die Zahl auf 1.502.548. Auch im zweiten und dritten Jahr seit der Veröffentlichung wurde Almanya damit jeweils unter den 100 meistbesuchten deutschen Kinofilmen geführt.
Die Free-TV-Premiere war am 21. Mai 2013 auf Sat.1. Dabei erreichte der Film insgesamt 2,76 Millionen Zuschauer und einen Marktanteil von 9,3 Prozent. Die 1,57 Millionen 14- bis 49-jährigen Zuschauer machten einen für den Sender hohen Marktanteil von 13,8 Prozent aus.

### International
In Österreich startete Almanya – Willkommen in Deutschland am 13. Mai 2011 auf Platz 7 der Kinocharts und erreichte bis Jahresende über 48.000 Zuschauer. In der Deutschschweiz stieg der Film am 19. Mai 2011 auf Platz 6 der Charts ein. Der Kinostart in der Türkei unter dem Titel Almanya'ya Hoşgeldiniz war am 4. November 2011, das Publikumsinteresse im Heimatland der Familie Yılmaz blieb jedoch gering.
Den größten Zuschauerzuspruch außerhalb Deutschlands hatte Almanya in dem weiteren Gastarbeiterland Italien, wo nach dem Start am 8. Dezember 2011 etwa 170.000 Besucher erreicht wurden. 2012 gab es Kinostarts unter anderem in Spanien (23. März, 28.500 Besucher) und Frankreich (30. Mai, 44.500 Besucher). Der Weltvertrieb Beta Cinema meldete darüber hinaus Rechteverkäufe nach Israel, Benelux, Griechenland, Südkorea und Taiwan.

### Festivals
Nach der Premiere auf der Berlinale lief der Film weltweit auf weiteren Festivals. In Großbritannien wurde er beim Edinburgh International Film Festival 2011 aufgeführt. Seine Nordamerika-Premiere hatte Almanya beim Seattle International Film Festival 2011, wo der Film im Wettbewerb für Nachwuchsregisseure lief und von den Zuschauern unter die zehn besten Filme des Festivals gewählt wurde. Yasemin Şamdereli erreichte Platz vier bei der Zuschauerwahl zum besten Regisseur des Festivals, bei dem über 450 Filme gezeigt wurden. In Asien lief Almanya erstmals in der Reihe Focus Germany des Shanghai International Film Festival 2011. Weltweit wurde der Film auf einigen vom Goethe-Institut und German Films veranstalteten Festivals gezeigt und er gehörte 2013 zum Programm der ersten Deutschen Filmwoche des Goethe-Instituts in Nordkorea. Beim Internationalen Filmfestival Karlovy Vary 2011 war Almanya Teil der von Kritikern der Zeitschrift Variety kuratierten Reihe Ten Euro Directors to Watch. Als weiteres A-Festival nach Berlin, Shanghai und Karlovy Vary zeigte das World Film Festival Montréal 2011 den Film in der Reihe Focus on World Cinema.

### Datenträger
DVD und Blu-ray Disc des Films erschienen in Deutschland am 13. Oktober 2011. Neben der deutschen und der türkischen Sprachversion ist ein Audiokommentar der Filmemacherinnen vorhanden, die darin Hintergründe zur Entstehung der jeweiligen Filmszenen erläutern. Als Extras enthalten sind knappe acht Minuten entfallene Szenen sowie Interviews, eine kurze Demonstration der eingesetzten visuellen Effekte und eine zehnminütige B-Roll mit Videoaufnahmen von den Dreharbeiten.
Der Soundtrack von Gerd Baumann ist seit 11. März 2011 auf CD erhältlich.

## Rezeption
Bei einer Präsentation durch den Verleih Concorde vor Fachpublikum während der Filmwoche München im Januar 2011 wurde Almanya „mit Begeisterung“ aufgenommen. Noch vor der Premiere gelangte der Film in die Vorauswahl zum Deutschen Filmpreis 2011. Bei der Premiere während der Berlinale 2011 erhielt der Film begeisterten Applaus und „immer wieder Szenenapplaus und Lachen“. Die Präsentation im Hauptprogramm der Berlinale brachte dem Film große, auch internationale Medienaufmerksamkeit. Er wurde oft als gelungen beurteilt und erhielt Bezeichnungen wie „fröhlich bewegtes Integrationsmärchen“. Almanya leiste für das deutsch-türkische Verhältnis Ähnliches wie Alles auf Zucker! für das deutsch-jüdische und Good Bye, Lenin! für das ostdeutsch-westdeutsche Verhältnis.

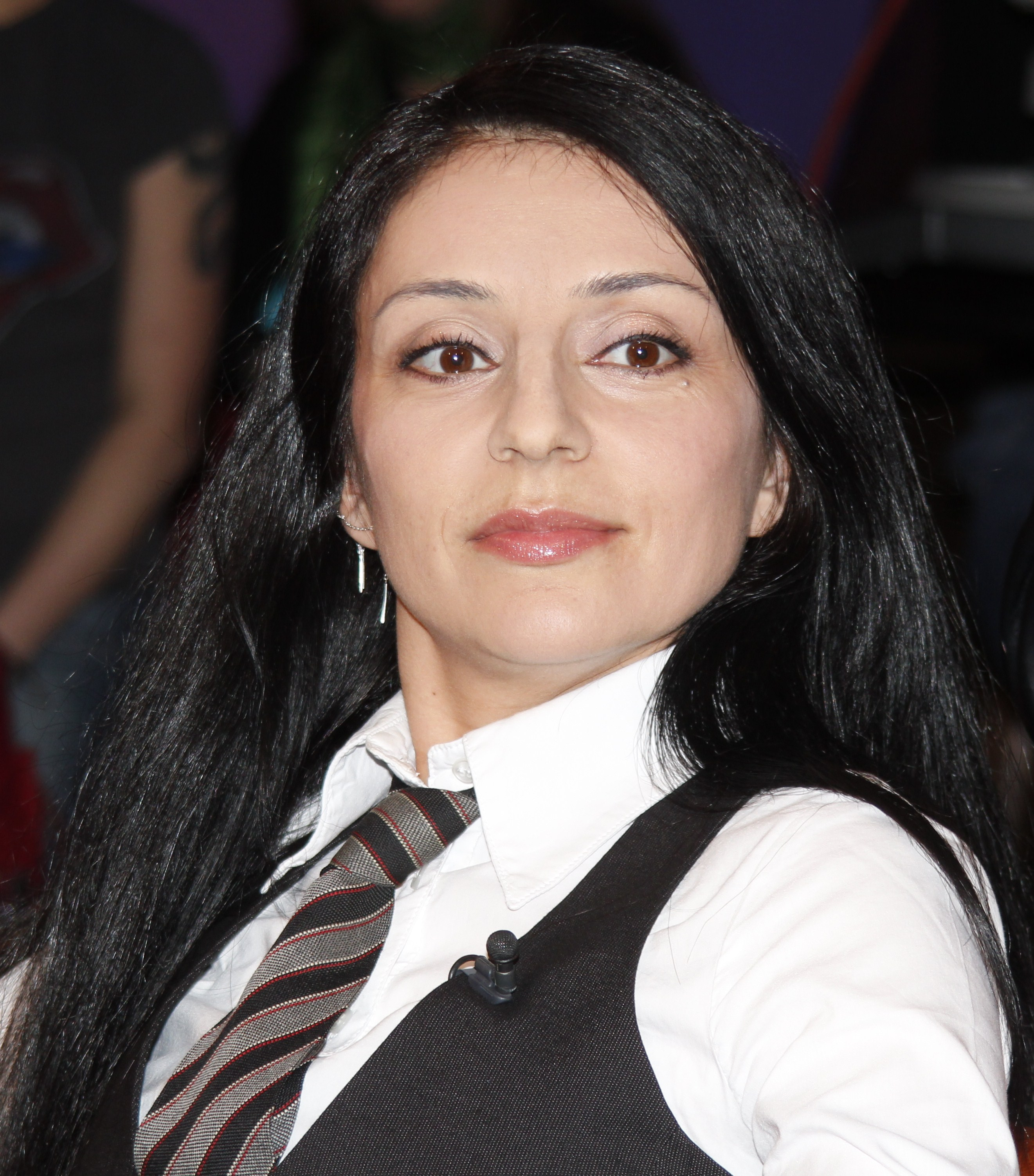
Am 25. März 2011 waren Yasemin (oben) und Nesrin Şamdereli (unten) anlässlich des Kinoerfolgs ihres Films in der NDR Talk Show eingeladen.

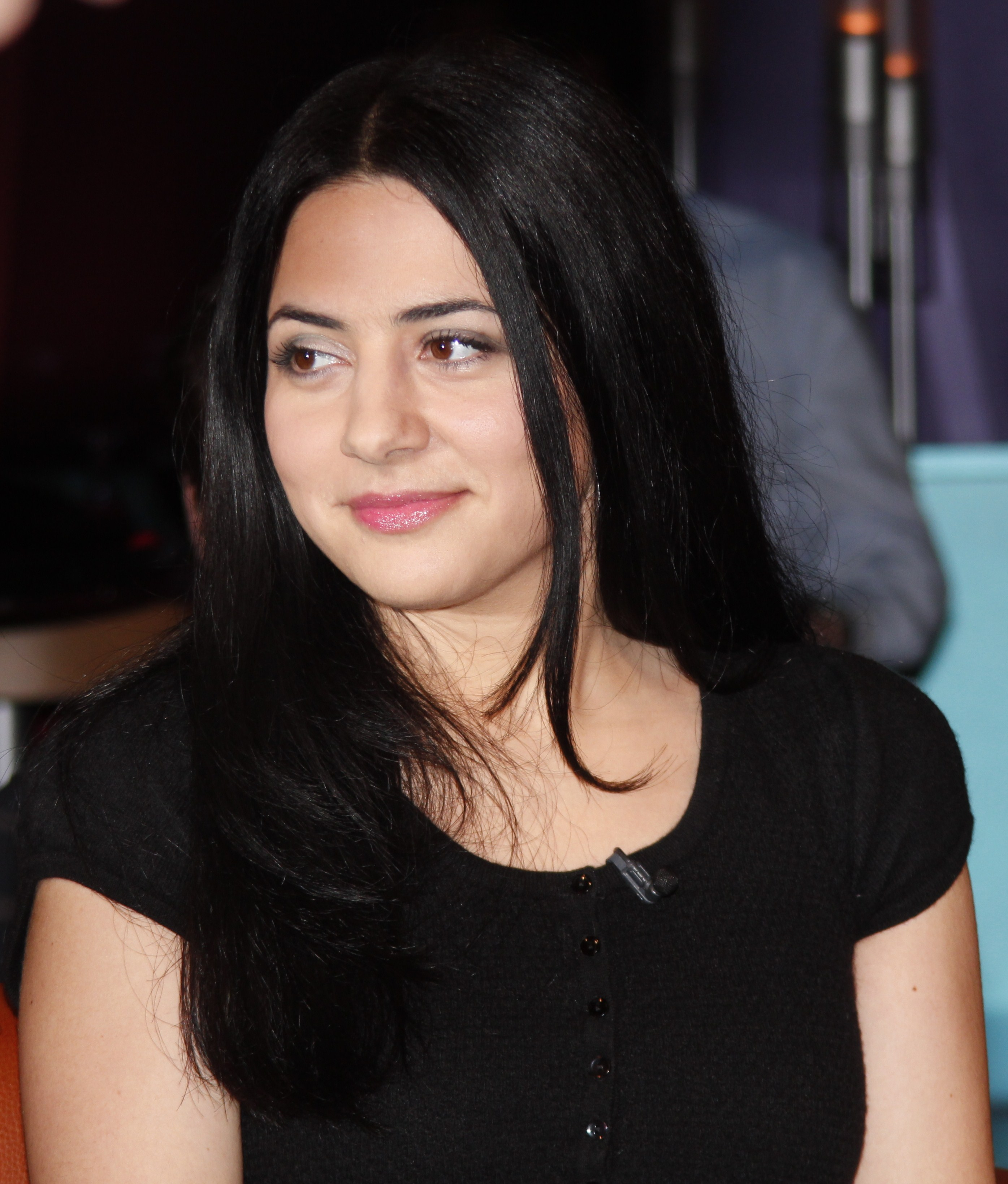
Nesrin Şamdereli

Neben etwas Lob für die Darsteller und das Timing ihres Spiels erwähnten viele Kritiker die Komik des Films. Die Schwestern Şamdereli „blasen […] sämtliche Klischees, die es zum Thema Deutschtürken gibt, wie Seifenblasen auf, um diese dann lustvoll platzen zu lassen.“ Fand epd Film die Gags bekannt, aber dennoch originell, war manchmal von unoriginellen Konflikten, Figuren und Stereotypen die Rede. Verschiedentlich wurden Anleihen beim US-amerikanischen Roadmovie Little Miss Sunshine aus dem Jahr 2006 festgestellt. Teils als unsentimental bezeichnet, war der Schluss des Films den meisten Kritikern zu sentimental und versöhnlich, auf „voll süß“ gemacht, eine „schmerzfreie Familienunterhaltung“, in der durch den Fokus auf das Kind die Zerrissenheit der mittleren erwachsenen Generation aus dem Blick gerät. Er tue mit seinem oberflächlichen Witz niemandem weh und zeige keine Ambition nach Vertiefung.
Im Tagesspiegel und in der Süddeutschen Zeitung lautete das Fazit, man könnte dem Film zwar Verklärung und Ausweichen vor gelegentlich vorhandenen Problemen wie „Ehrenmorden“ und Radikalislamismus vorwerfen, aber es sei wohltuend, mal statt eines schwierigen Problemfilms eine Komödie über normale, gut integrierte Einwanderer zu sehen. Dieser Blick, „ein beglückender und befreiender“, sei im Kino neu, so Jan Schulz-Ojala im Tagesspiegel. Der Film sei deshalb gut besucht, „weil er einen Nerv trifft; weil er eine Sehnsucht mit einer Erfahrung kombiniert.“ Laut Susan Vahabzadeh (Süddeutsche Zeitung) wäre vielleicht eine schwärzere Komödie nötig, aber es wäre unfair, das Almanya vorzuwerfen, denn erfreulicherweise erinnere sie daran, „dass es auch Einwanderer gibt, denen die Integrationsproblematik wesentlich fremder ist als Sauerkraut.“ Parvin Sadigh von der Zeit fand die Komödie „heilsam, […] weil sie sich löst von den festgefahrenen Meinungen der Integrationsdebatte“. Die Einwanderer machten sich „keine Gedanken über ihre gelungene oder misslungene Integration.“

## Auszeichnungen
Almanya – Willkommen in Deutschland erhielt beim Deutschen Filmpreis 2011 den Filmpreis in Silber in der Kategorie Bester Film. Yasemin und Nesrin Şamdereli bekamen den Deutschen Filmpreis für das Beste Drehbuch. Als einer von drei deutschen Filmen wurde Almanya in die Liste der 45 Filme aufgenommen, aus denen die Nominierungen für den Europäischen Filmpreis 2011 gewählt wurden. Beim Preis der deutschen Filmkritik 2011 erhielt Yasemin Şamdereli die Auszeichnung für das beste Spielfilmdebüt, beide Schwestern wurden für das Drehbuch geehrt. Der Film war außerdem in den Kategorien bester Film, beste Musik und bester Schnitt nominiert.
Weitere Auszeichnungen
- Prädikat besonders wertvoll der Deutschen Film- und Medienbewertung[52]
- Der weiße Elefant 2011 an Rafael Koussouris  als Bester Kinderdarsteller[53]
- Bernhard Wicki Filmpreis – Die Brücke – Der Friedenspreis des Deutschen Films 2011, Nachwuchspreis an Yasemin Şamdereli
- Gilde-Filmpreis 2011, bester deutscher Arthouse-Film
- Zuschauerpreis beim Odessa Film Festival 2011[54]
- Zuschauerpreis beim Chicago International Film Festival 2011[55]
- Spezialpreis der Jury für den besten internationalen Film beim 48. Antalya Golden Orange Film Festival 2011[56]

### Gespräch
- Yasemin und Nesrin Samdereli mit dem Tagesspiegel, 9. März 2011, S. 21: Die Angst der Deutschen ist Unsinn

### Wissenschaftliche Beiträge
- Christine Arendt: Kulturelle Identität und Filmnarratologie in „Almanya. Willkommen in Deutschland“ und didaktische Implikationen für den DaF-Unterricht. In: Tina Welke, Renate Faistauer (Hrsg.): Eintauchen in andere Welten. Vielfalt ästhetischer Texte im Kontext Deutsch als Fremdsprache und Deutsch als Zweitsprache. Praesens Verlag, Wien 2019, S. 61–86.

### Kritikenspiegel
Positiv
- epd Film Nr. 3/2011, S. 45, von David Siems: Almanya – Willkommen in Deutschland
- Frankfurter Rundschau, 10. März 2011, S. 34, von Michael Kohler: Das Deutsche als Fremdsprache
- Spiegel Online, 12. Februar 2011, von Christian Buß: Mit dem Esel ins Wirtschaftswunderland
- Der Tagesspiegel, 9. März 2011, S. 21, von Jan Schulz-Ojala: Migranten wie wir
- Die Zeit, 9. März 2011, von Parvin Sadigh: Integration zum Lachen

Eher positiv
- film-dienst Nr. 5/2011, S. 31, von Alexandra Wach: Almanya – Willkommen in Deutschland
- Süddeutsche Zeitung, 11. März 2011, S. 12, von Susan Vahabzadeh: Weihnachten für alle!
- Die tageszeitung, 5. März 2011, S. 22, von Barbara Schweizerhof: Feines Gagmaterial

Gemischt
- Cinema Nr. 3/2011, S. 40, von Ralf Blau: Almanya – Willkommen in Deutschland[57]
- Frankfurter Allgemeine Zeitung, 10. März 2011, S. 32, von Andreas Kilb: Wimmelbild mit Lametta

Eher negativ
- Ray, Nr. 5/2011, S. 46, von Harald Mühlbayer: Almanya – Willkommen in Deutschland